# Hans Jenisch
Hans Jenisch (* 19. Oktober 1913 in Gerdauen (Ostpreußen); † 29. April 1982 in Kronshagen (Schleswig-Holstein)) war ein deutscher Marineoffizier der Reichsmarine, der Kriegsmarine und der Bundesmarine. Zuletzt hatte er den Dienstgrad eines Kapitäns zur See der Bundesmarine inne.

## Ausbildung und Vorkriegsjahre
Jenisch trat am 1. April 1933 als Seeoffiziersanwärter der Reichsmarine bei und wurde dort der 4. Kompanie der II. Schiffstammdivision der Ostsee in Stralsund zugeteilt. Dort absolvierte er seine infanteristische Grundausbildung. Anschließend absolvierte Jenisch ab dem 1. Juli 1933 seine Bordausbildung auf dem Segelschulschiff Gorch Fock sowie ab dem 23. September 1933 auf dem Leichten Kreuzer Karlsruhe, wo er am 1. Oktober 1933 zum Seekadetten und zum 1. Juli 1934 zum Fähnrich zur See ernannt wurde. Anschließend nahm Jenisch ab dem 12. Juli 1934 an der Marineschule Mürwik einen Fähnrichslehrgang auf. In dessen Rahmen absolvierte er von April 1934 bis September 1935 diverse Fähnrichslehrgänge. Nach der Beendigung seiner Lehrgänge erfolgte zum 2. Oktober 1935 Jenischs Versetzung auf das Panzerschiff Deutschland, wo er bis zum 10. Mai 1937 eingesetzt war. Während dieser Zeit erfolgte am 1. April 1936 seine Beförderung zum Oberfähnrich zur See und am 1. Oktober 1936 die zum Leutnant zur See. Im Mai 1937 wechselte Jenisch zur U-Boot-Waffe über, wo er eine U-Boot-Ausbildung absolvierte. Am 31. Januar 1938 wurde er II., später I. Wachoffizier auf U 32.

## Zweiter Weltkrieg
Feindfahrten
U 32
1. 26. Februar 1940 bis 23. März 1940 (1 Schiff mit 2.818 BRT versenkt)
2. 27. April 1940 bis 14. Mai 1940
3. 3. Juni 1940 bis 1. Juli 1940 (5 Schiffe mit 16.098 BRT versenkt)
4. 15. August 1940 bis 8. September 1940 (3 Schiffe mit 13.093 BRT versenkt)
5. 18. September 1940 bis 6. Oktober 1940 (7 Schiffe mit 35.782 BRT versenkt)
6. 24. Oktober 1940 bis 30. Oktober 1940 (1 Schiff mit 42.488 BRT versenkt)

In der Funktion des I. Wachoffiziers an Bord von U 32 nahm Jenisch unter dem Kommando von Kapitänleutnant Paul Büchel an drei Feindfahrten in der Ost- und Nordsee und dem Nordatlantik teil. Anschließend besuchte Jenisch einen Kommandantenlehrgang und wurde am 12. Februar 1940 Kommandant von U 32. Als Kommandant lief er mit diesem zu sechs Feindfahrten aus, in deren Verlauf er insgesamt 17 Schiffe mit 78.075 BRT versenken konnte, darunter den 42.348 BRT großen Ozeandampfer Empress of Britain. Hierfür wurde er am 7. Oktober 1940 mit dem Ritterkreuz des Eisernen Kreuzes ausgezeichnet. Am 30. Oktober 1940 wurde U 32 nordwestlich von Irland durch Wasserbomben der britischen Zerstörer Harvester und Highlander auf der Position 55° 37′ N, 12° 19′ W im Marine-Planquadrat AM 4374 versenkt. Neun Besatzungsmitglieder kamen dabei ums Leben, die restlichen 33 wurden gefangen genommen, darunter auch Jenisch. Am 1. November 1940 erfolgte in Abwesenheit seine Beförderung zum Kapitänleutnant. Jenisch verbrachte sechseinhalb Jahre in britischer und später kanadischer Kriegsgefangenschaft, aus der er am 20. Juni 1947 entlassen wurde, woraufhin er nach Deutschland zurückkehrte.

## Nachkriegsjahre und Bundesmarine
Jenisch trat am 1. Oktober 1956, unter gleichzeitiger Ernennung zum Korvettenkapitän, der Bundesmarine bei, wo er der Marineschule in Mürwik zugeteilt wurde. Vom 16. Oktober 1956 bis zum 30. September 1957 war er im Kommando der Flottenbasis eingesetzt und nahm anschließend vom 1. Oktober 1957 bis 15. November 1958 einen Lehrgang an der Marineakademie auf. Währenddessen erfolgte am 24. Juli 1958 seine Beförderung zum Fregattenkapitän. Nach seinem Lehrgang stieg Jenisch ab dem 16. November 1958 zum Hilfsreferenten auf und war im Führungsstab der Streitkräfte des Bundesministeriums der Verteidigung eingesetzt. Zum 16. Dezember 1960 wurde er zum Kommandanten der Schulfregatte Hipper ernannt. Am 1. Juli 1961 fungierte Jenisch als Lehrstabsoffizier und Hörsaalleiter an der Führungsakademie der Bundeswehr, wo er am 26. März 1963 in den Rang eines Kapitäns zur See befördert wurde. Vom 1. Oktober 1963 bis zum 30. September 1966 war er Vertreter des Chefs des Stabes und Leiter der Operationsabteilung COMNAV-BALTAP im NATO-Marinekommando (Ostseezugänge). Anschließend war Jenisch vom 1. Oktober 1966 bis zum 31. März 1970 Lehrgruppenkommandeur an der Führungsakademie der Bundeswehr in der Abteilung Marine in Hamburg. Vom 1. Juli 1970 bis zu seinem Eintritt in den Ruhestand am 31. März 1972 war er Standortkommandeur in Hamburg und Kommandeur der Verteidigungsbezirkskommandos 10 Hamburg.

## Auszeichnungen
- U-Boot-Kriegsabzeichen (1939) im Jahr 1939
- Eisernes Kreuz (1939) II. und I. Klasse im Jahr 1939 bzw. 1940
- Ritterkreuz des Eisernen Kreuzes am 7. Oktober 1940
- vierfache Nennung im Wehrmachtbericht am 12. September, 1. Oktober, 3. Oktober und 28. Oktober 1940